# Храстје при Церкљах
Храстје при Церкљах (словен. Hrastje pri Cerkljah) је насељено место у општини Брежице, Посавска регија, Словенија.

## Историја
До територијалне реорганизације у Словенији било је у саставу старе општине Брежице.

## Становништво
У попису становништва из 2011. године, Храстје при Церкљах је имало 134 становника.
| Број становника према пописима | Број становника према пописима | Број становника према пописима |
| ------------------------------ | ------------------------------ | ------------------------------ |
| 1991                           | 2002                           | 2011                           |
| 130                            | 114                            | 134                            |

Напомена: До 1953. исказивано под именом Храстје.